# Соль на нашей коже
«Соль на нашей коже» (нем. Salz auf unserer Haut и англ. Salt on Our Skin) или «Желание» (англ. Desire) — художественный фильм 1992 года совместного производства Германии, Франции и Канады, романтическая и эротическая мелодрама, снятая режиссёром Эндрю Биркин. Сценарий к фильму был написан самим режиссёром совместно с Би Жильбер на основе известного французского романа «Les Vaisseaux Du Coeur», написанного Бенуа Грулт и выпущенного в 1988 году.
Главные роли в этом фильме исполнили Грета Скакки, Винсент д’Онофрио, Ханнс Цишлер, Анаис Жаннерет, Барбара Джонс и Петра Берндт. Фильм был снят в Шотландии: в Глазго и в нескольких других населённых пунктах. Премьера фильма состоялась 17 сентября 1992 года в Германии.

## Сюжет
Фильм рассказывает историю любви француженки и шотландца. Она была студенткой, которая приехала на каникулы в Шотландию из Парижа, а он был местным шотландским рыбаком. У них было разное воспитание, разные вкусы, но между ними, как искра, вспыхнула любовь.
Действие фильма начинается в конце 50-х годов XX века. Джорджи Мак Эвэн — молодая девушка, живущая в Париже. Она приезжает на каникулы в Шотландии, где знакомится с Гэвином, простым парнем из крестьянской семьи. Она влюбляется в него и проводит с ним ночь.
Через год Жорж снова приезжает в Шотландию и опять встречает Гэвина, который уже обручён с другой. Джорджи и Гэвин, несмотря на это, продолжают свои любовные отношения. В последующие годы Джорджи учится, а Гэвин работает рыбаком. Гэвин предлагает своей возлюбленной выйти за него замуж, но она отказывается.
В дальнейшем и Джорджи, и Гэвин заключают браки, но с другими людьми, в браках у них рождаются дети. Через несколько лет замужества Джорджи разводится и отправляется в Канаду. А Гэвин в это время участвует в протестах рыбаков против правительственной политики.
Несмотря ни на что, Джорджи и Гэвин продолжают свои отношения, встречаясь на протяжении всей своей жизни, и эти встречи были полны любви и страсти. Джорджи объясняет Гэвину, почему она не согласилась выйти за него замуж — она не смогла бы жить с простым рыбаком. Примерно через 30 лет после их знакомства происходит их последняя встреча, после которой Гэвин умирает.

## В ролях
- Грета Скакки — Джорджи Мак Эвэн
- Винсент д’Онофрио — Гэвин
- Анаис Жаннерет — Фредерик
- Ханнс Цишлер — Сидни
- Барбара Джонс — Эллен
- Клодин Огер — мать Джорджи
- Ролф Иллиг — отец Джорджи
- Сандра Во — мать Гэвина
- Ген д'Онофрио — отец Гэвина
- Петра Берндт — Джоди
- Ласло И. Киш — Ангус
- Ширли Хендерсон — Мэри
- Шарль Берлен — Роджер
- Кэрри Хэррис — Дэниэл
- Шэун Провендер — Дэниэл в шестилетнем возрасте
- Филипп Претен — Аль

## Реакция

### Сборы
В Германии фильм собрал 889 тыс. долларов.

### Критика
Немецкий журнал «Cinema» назвал этот фильм эротическим кичем на основе феминистского бестселлера.